# Knittarna
Knittarna är ett naturreservat omfattar berget med samma namn i Älvdalens kommun i Dalarnas län.
Området är naturskyddat sedan 2017 och är 300 hektar stort. Reservatet gränsar i öster till Fulan och består av naturskogsliknande skog.